# Leycesteria gracilis
Leycesteria gracilis är en kaprifolväxtart som först beskrevs av Wilhelm Sulpiz Kurz, och fick sitt nu gällande namn av Airy Shaw. Leycesteria gracilis ingår i släktet Leycesteria och familjen kaprifolväxter. Inga underarter finns listade i Catalogue of Life.